# 1734 w literaturze
Wydarzenia literackie w 1734 roku.

## Nowe książki
- Jean Adam – Miscellany Poems
- Joseph Addison – A Discourse on Antient and Modern Learning (pośm.)
- John Arbuthnot – Gnothi Seauton: Know Yourself
- Francis Atterbury – Sermons
- Mary Barber – Poems
- Henry Brooke – Design and Beauty: an Epistle
- Isaac Hawkins Browne – On Design and Beauty
- Dimitrie Cantemir – History of the Growth and Decay of the Ottoman Empire (przed 1734 krążyła jako manuskrypt)
- Robert Dodsley – An Epistle to Mr. Pope
- Stephen Duck – Truth and Faslehood
- William Dunkin – The Lover's Web
  - – The Poet's Prayer
- John Jortin – Remarks on Spenser's Poems
- Lady Mary Wortley Montagu – The Dean's Provocation for Writing the Lady's Dressing-Room (o  „The Lady's Dressing Room” Swifta)
- Alexander Pope – Essay on Man
  - – An Epistle to Lord Cobham ("Moral Epistle I")
  - – The First Satire of the Second Book of Horace
  - – Sober Advice from Horace
- Jonathan Richardson – Explanatory Notes on Milton's Paradise Lost
- George Sale – The Koran
- Emanuel Swedenborg – Opera philosophica et mineralia
- Jonathan Swift – A Beautiful Young Nymph Going to Bed
- Robert Tatersal – The Bricklayer's Miscellany
- Joseph Trapp – Thoughts Upon the Four Last Things ("Death, Judgment, Heaven, Hell")

## Urodzili się
- 11 listopada – František Martin Pelcl, czeski filolog, historyk i pisarz (zm. 1801)